# Dorothea Maetzel-Johannsen

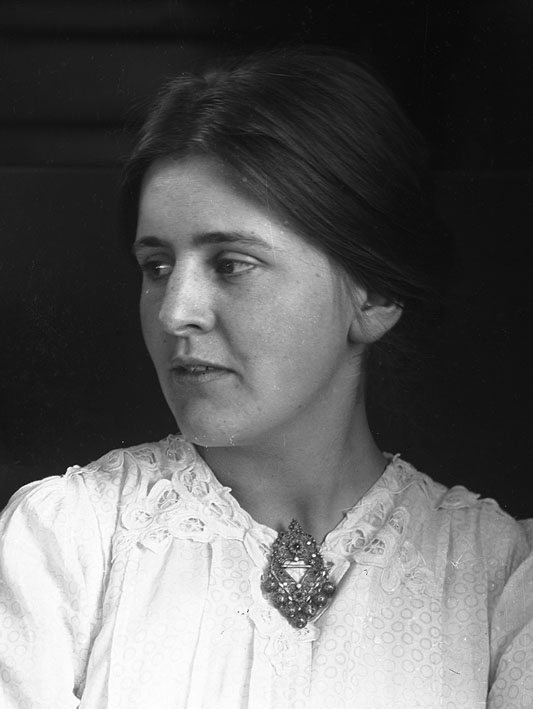
Dorothea Maetzel-Johannsen 1910

Dorothea Maetzel-Johannsen (* 6. Februar 1886 in Lensahn; † 8. Februar 1930 in Hamburg) war eine deutsche Malerin der Moderne. Sie war Mitbegründerin der Hamburgischen Sezession. Ab 1919 schuf sie ihre expressionistischen Hauptwerke.

## Leben und Werk
Als Kind erkrankte Dorothea Maetzel-Johannsen an Gelenkrheumatismus, der ein chronisches Herzleiden nach sich zog. Schon früh beschäftigte sie sich intensiv mit Zeichnen und Malen. 1907 bis 1909 absolvierte sie in Hamburg eine Ausbildung zur Zeichenlehrerin und arbeitete anschließend an einer Schule in Schleswig. Daneben schuf sie freie Arbeiten in verschiedenen Stilrichtungen. 1910 heiratete sie den Hamburger Architekten und Maler Emil Maetzel. Als verheiratete Frau durfte sie im wilhelminischen Kaiserreich nicht mehr als Lehrerin arbeiten und musste die Anstellung aufgeben.

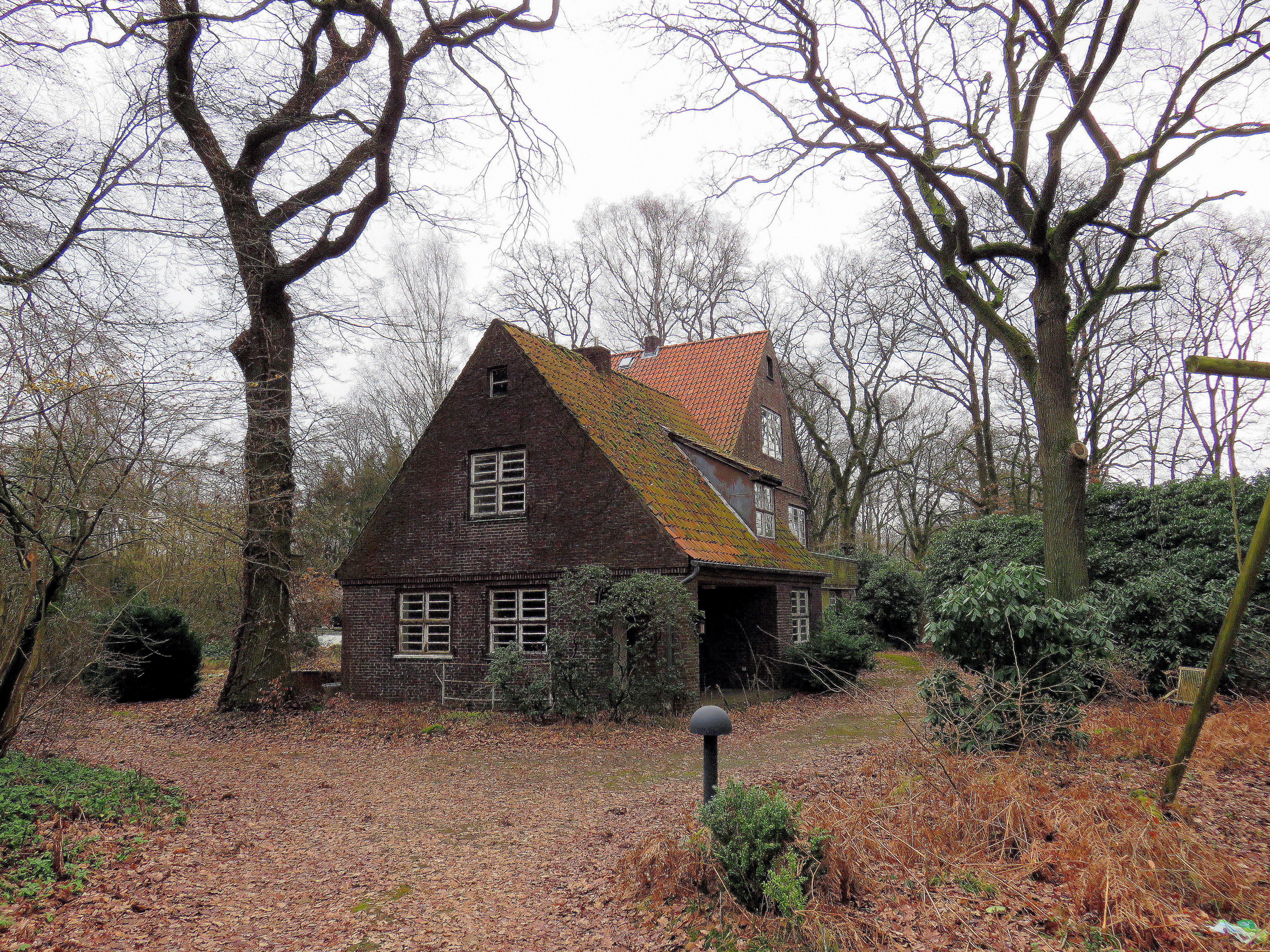
Maetzel-Grundstück in Hamburg-Volksdorf (2017)

Maetzel-Johannsen entwickelte für sich, ausgehend von dem französischen Maler Cézanne, eine eigene Handschrift, für die ein streng gegliederter Bildaufbau typisch ist. Dabei bezog sie den Pinselduktus gestalterisch mit ein. Parallel schuf sie auch sehr malerische Werke, die auf die deutsche Freilichtmalerei zurückgehen. Die flächige Wirkung wurde hier zum bestimmenden formalen Element. Ein dritter Werkbereich zeigt Arbeiten, in denen sie wiederum der Linie eine starke Bedeutung gab.
Zwischen 1911 und 1918 reiste sie wiederholt nach Berlin. Während des Ersten Weltkrieges nahm sie Unterricht bei Lovis Corinth. Nach Kriegsende begann für das Künstlerpaar in Hamburg eine erfolgreiche Zeit. Zusammen mit ihrem Ehemann gehörte Maetzel-Johannsen 1919 zu den Mitbegründerinnen der Hamburgischen Sezession. 1920 trat sie mit ihrem Mann der Hamburgischen Künstlerschaft bei.
Ausgehend von den Werken der aufgelösten Künstlergemeinschaft Brücke (Künstlergruppe), vom frühen Kubismus sowie von afrikanischer Plastik, schuf sie ab 1919 ihr expressionistisches Hauptwerk. Dabei erarbeitete sie sich eine individuelle Ausdrucksweise innerhalb des Expressionismus. Zwar finden sich in ihren Werken die typischen eckigen Konturen, die flächige Raumauffassung und dynamische Schrägkompositionen, anders als ihre Kollegen verzichtete die Künstlerin auf jegliche Aggressivität in ihren Kompositionen. In den Stillleben und Figurenbildern schwingt eine kontemplative Stimmung mit, die zum dynamischen Bildaufbau in Widerspruch steht.
1921 bezog Maetzel-Johannsen ein eigenes Atelier in Hamburg, in der Ulmenau 3. Hier entstanden Werke, in denen sie die Flächenwirkung der Bilder stärker betonte. Gleichzeitig beschäftigte sie sich mit der Neuen Sachlichkeit. Behutsam bezog sie den ab Mitte der 1920er Jahre sich in Deutschland ausbreitenden Stil in ihre Arbeiten mit ein.

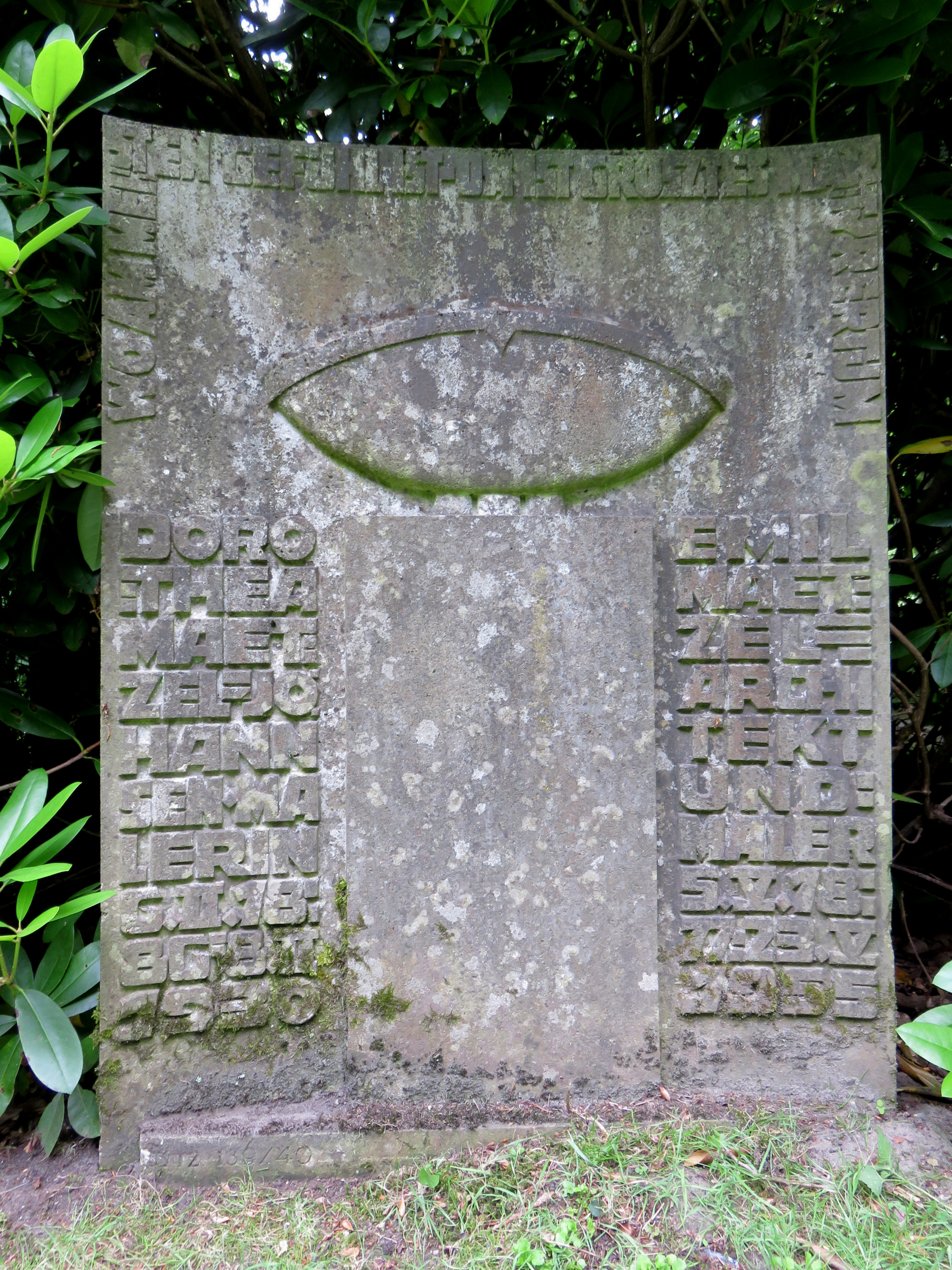
Grabstein Künstlerpaar Maetzel, Friedhof Ohlsdorf

1923 führte sie den Auftrag für Wandgemälde in der Hamburger Kunsthalle aus. 1925 hielt sie sich ein halbes Jahr lang in Paris und Chartres auf. In Frankreich nahm sie eine Vielzahl neuer Anregungen für ihr Werk mit zurück nach Deutschland, die in die letzten fünf Jahre ihres Schaffens einfließen sollten. Es entstanden Werke, die cézanneske Züge tragen, andere Bilder sind angelehnt an den Fauvismus. Schließlich gibt es auch eine Werkgruppe, in der sie versuchte, die Linie ins Malerische mit einzubeziehen. Vorherrschend jedoch ist in Maetzel-Johannsens Werken eine heitere bis melancholische Stimmung, der ein harmonischer Ausdruck innewohnt.
1929 unternahm sie noch eine Reise nach Visby auf der Insel Gotland. 1930 arbeitete Maetzel-Johannsen an einem Auftragsentwurf für ein Deckengemälde im Hamburger Planetarium. Die Ausführung blieb ihr verwehrt, denn sie starb am 8. Februar 1930 im Alter von 44 Jahren nach einer Operation an Herzschwäche. 1937 wurde in der Nazi-Aktion „Entartete Kunst“ aus der Kunsthalle Hamburg ein Stillleben (Öl auf Leinwand, 60,5 × 50 cm, 1925) Dorothea Maetzel-Johannsens beschlagnahmt und danach vernichtet.

Neben ihrem Ehemann hinterließ sie vier Kinder: Ruth (* 21. Juli 1911; † 22. Oktober 2002), Bogumil (* 13. August 1913; † 20. Februar 1991) , Peter (* 1915; † Juli 1940) und Monika (* 1917; † 10. Oktober 2010). Wie im Fall anderer Frauen in der Kunst war ihr Werk weitgehend vergessen. Erst 2014 erschien eine Monografie von Jan Buchholz und Doris von Zitzewitz über Leben und Werk der Künstlerin.

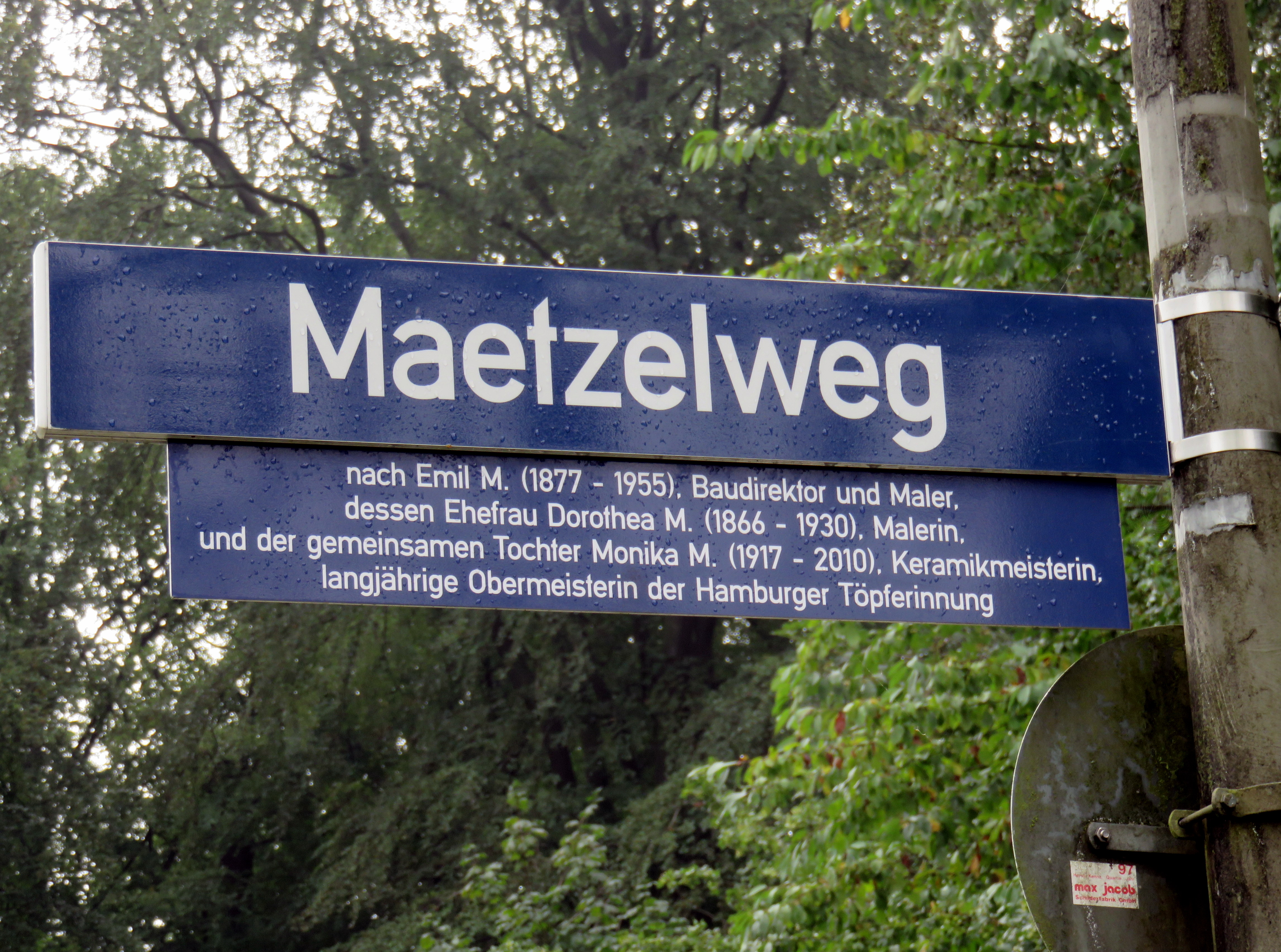
„Maetzelweg“, Volksdorf

Ein Grabstein für Dorothea Maetzel-Johannsen und ihren Ehemann befindet sich auf dem Hamburger Friedhof Ohlsdorf, Planquadrat S 12 (nahe Kapelle 1).

## Ehrungen
- Im August 2017 hat der Hamburger Senat beschlossen, einige bereits vorhandene Straßenschilder mit einem Informationsschild zu versehen, um auf diese Weise zusätzlich die weiblichen Angehörigen zu ehren, dies betrifft auch den Maetzelweg in Hamburg-Volksdorf.

Auswahl
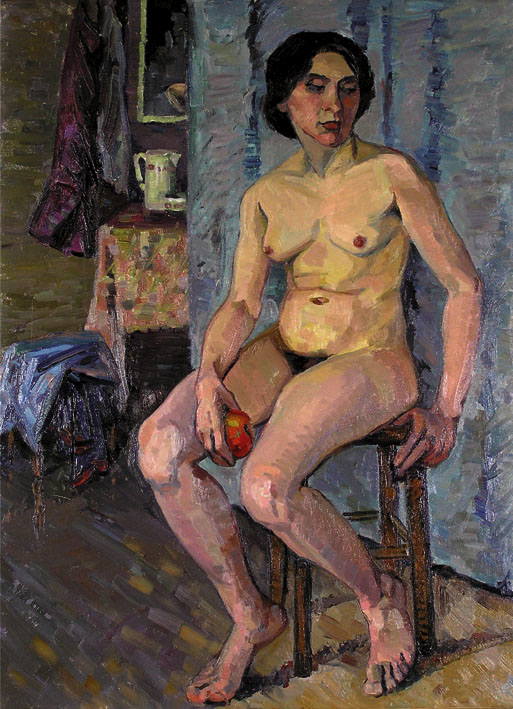
Sitzender weiblicher Akt, 1913
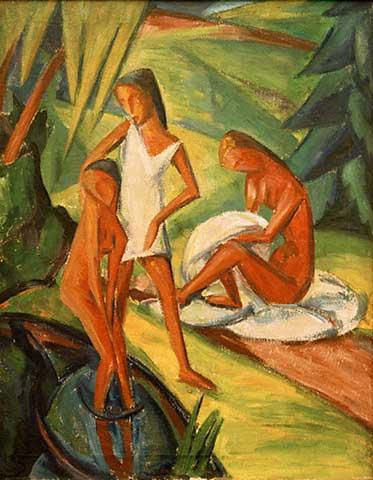
Drei Mädchen am Wasser, 1918
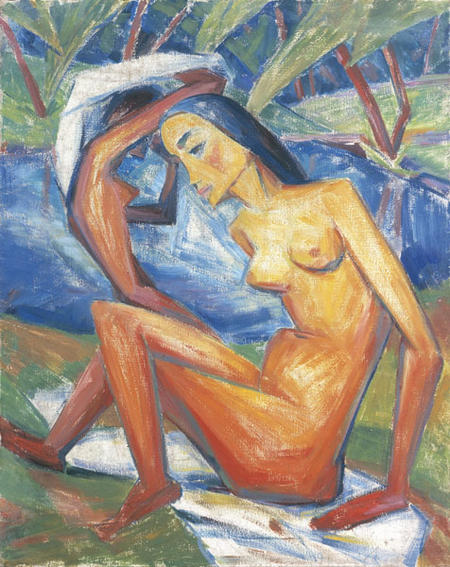
Zwei Weibliche Akte, 1919
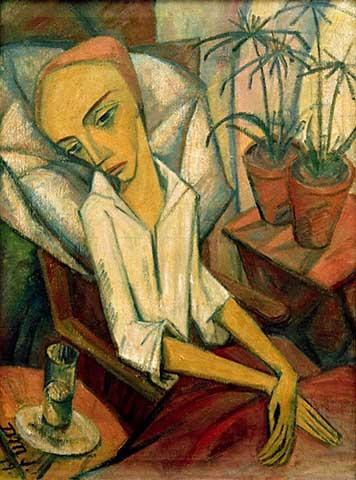
Das kranke Mädchen, 1919
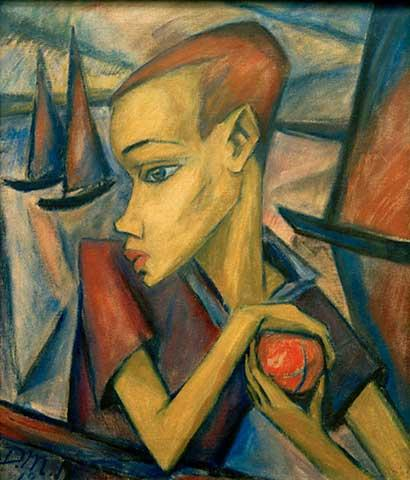
Knabe mit rotem Ball, 1919
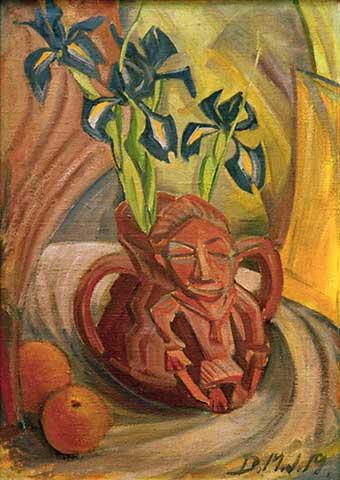
Schwertlilien und Kultgefäß, 1919
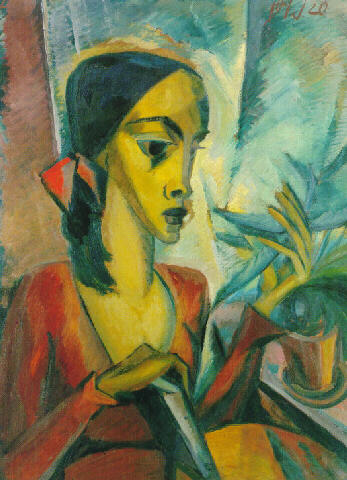
Annemarie, 1920
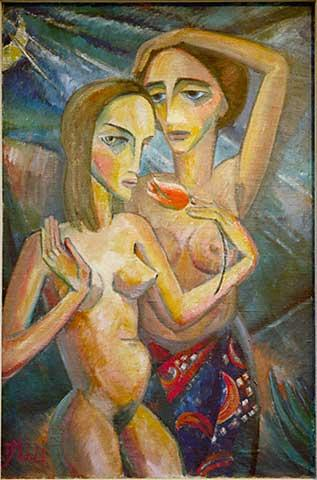
Zwei Mädchen mit Tulpe, 1921
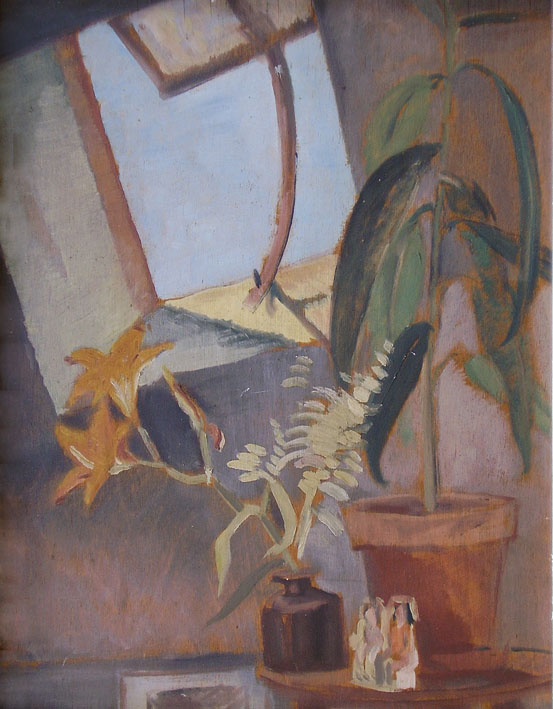
Dachfenster, 1922
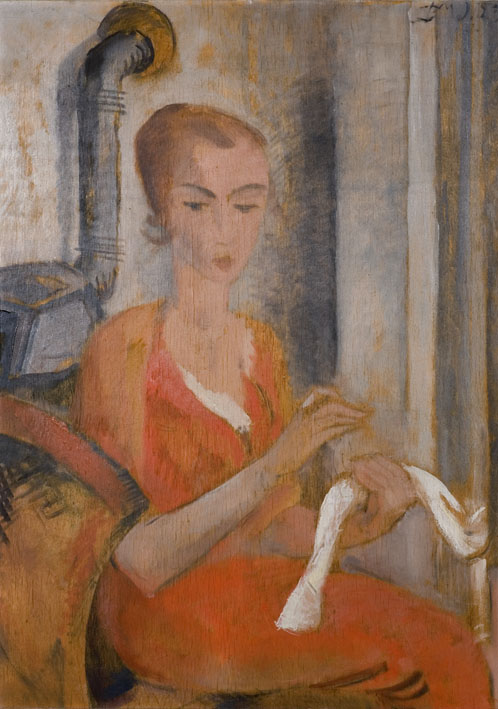
Näherin, 1923
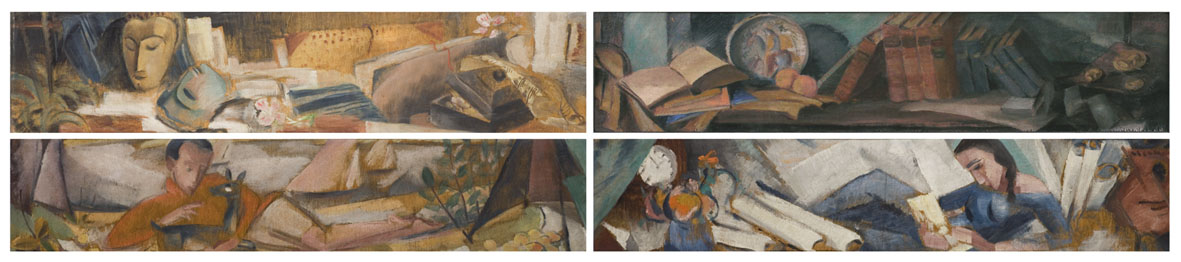
Vier Studien für Wandbilder, 1923
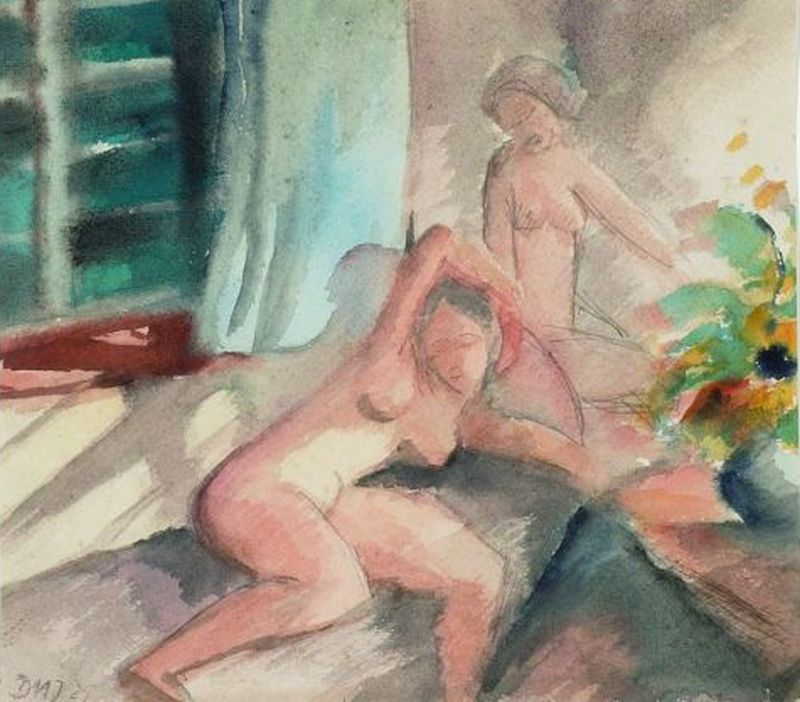
Interieur mit weiblichen Akten, 1925
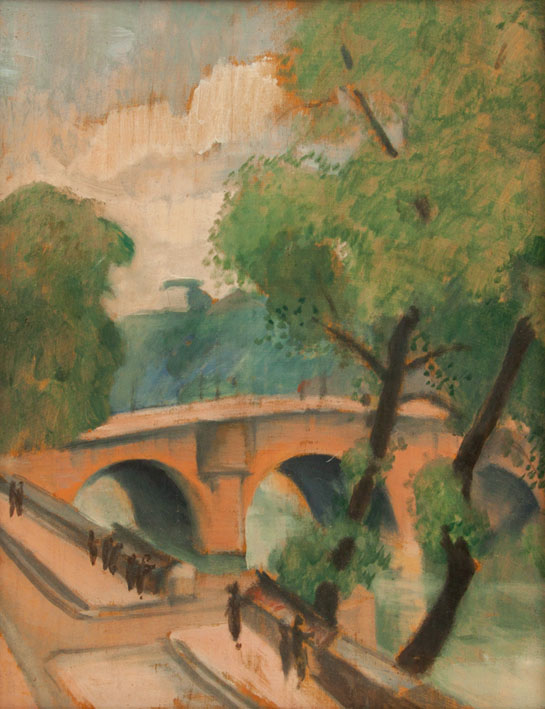
Paris, Pont Neuf, 1925
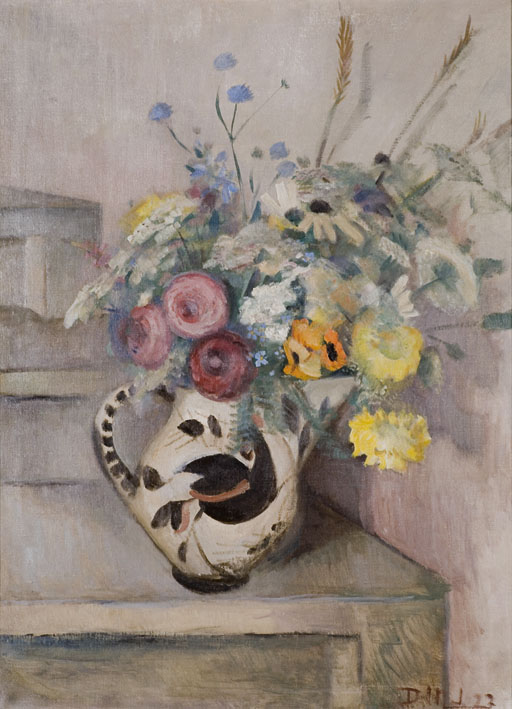
Sommerstrauß, 1927
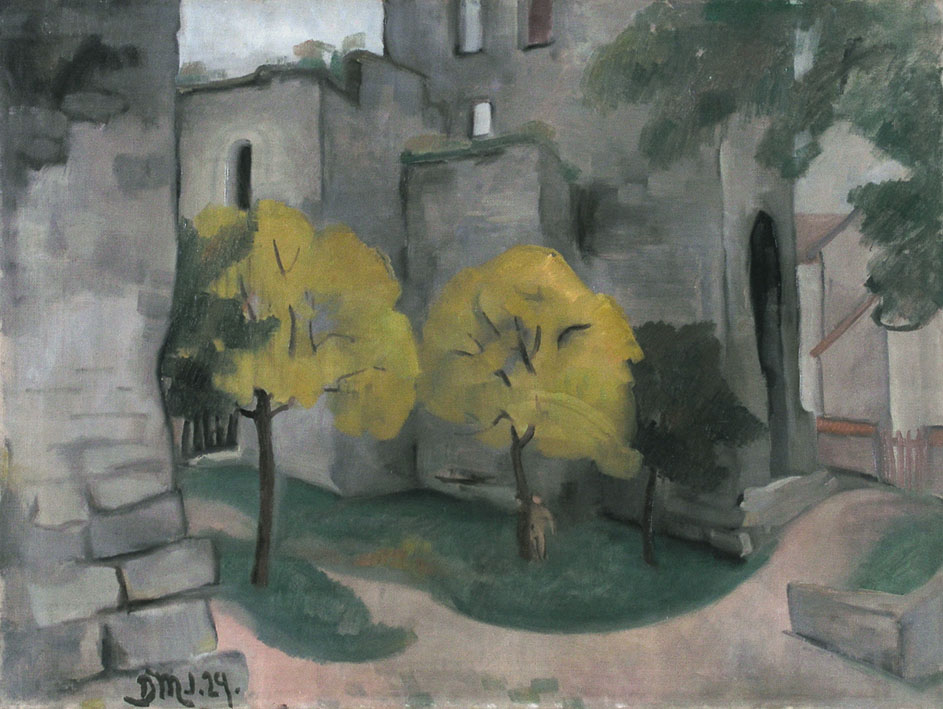
Visby – Gelbe Bäume, 1929

## Ausstellungen
- 1926: Gemeinschaftsausstellung mit dem Bildhauer Friedrich Wield, Hamburger Kunsthalle
- 1958: Emil Maetzel – Dorothea Maetzel-Johannsen, Kunstverein Hamburg
- 2016: Gemeinschaftsausstellung. Einfühlung und Abstraktion. Die Moderne der Frauen in Deutschland; Kunsthalle Bielefeld[3]
- 2019: Ein Künstlerpaar der Moderne: Emil Maetzel und Dorothea Maetzel-Johannsen, Edwin Scharff Museum, Neu-Ulm[4]